# Odorrana tormota
Espèce
Synonymes
- Rana tormotus Wu, 1977
- Amolops tormotus (Wu, 1977)

Statut de conservation UICN

 LC  : Préoccupation mineure
Odorrana tormota est une espèce d'amphibiens de la famille des Ranidae.

## Répartition
Cette espèce est endémique de l'Est de la république populaire de Chine. Elle se rencontre entre 150 et 700 m d'altitude, :
- dans la province d'Anhui dans le massif du Huang Shan ;
- dans la province de Zhejiang dans la ville-district de Jiande et dans le xian d'Anji.

## Description
Odorrana tormota mesure en moyenne 32,5 mm pour les mâles et 56 mm pour les femelles (Feng et al. 2002). Son dos est brun-vert avec parfois des taches noires. Son ventre est jaunâtre.
Contrairement aux autres anoures (à l'exception de Huia cavitympanum), cette espèce peut produire et entendre des sons jusqu'à une fréquence maximale d'environ 128 kHz, alors que les autres anoures sont limités à environ 12 kHz.

## Publication originale
- Wu, 1977 : A new species of frog from Huang-Shan, AnhuiRana tormotus Wu. Acta Zoologica Sinica, Beijing, vol. 23, p. 113-115.